# Гипохлориты
Гипохлори́ты — соли и эфиры хлорноватистой кислоты {\displaystyle {\ce {HClO}}}.
Гипохлориты в свободном безводном состоянии являются неустойчивыми соединениями, многие при нагреве разлагаются со взрывом. Гипохлориты щелочных и щелочноземельных металлов хорошо растворимы в воде и образуют кристаллогидраты, разлагающиеся при хранении.

## Химические свойства
Гипохлориты в водных растворах разлагаются, при этом преобладающее направление реакции разложения зависит от pH и температуры.
В сильнокислых растворах (pH ≤ 3), в которых гипохлориты практически полностью гидролизованы и при комнатной температуре преобладает разложение хлорноватистой кислоты до хлора и кислорода:
{\displaystyle {\ce {4HClO -> 2Cl2 + O2 + 2H2O}}}.
В слабокислых и нейтральных растворах (pH 3—7,5) идёт реакция:
{\displaystyle {\ce {2HClO -> 2HCl + O2}}}.
В нейтральной среде гипохлориты диспропорционируют до хлоридов и хлоратов, реакция медленно протекает уже при комнатной температуре и ускоряется при нагревании, при температурах выше 70 °C эта реакция становится преобладающей; такое диспропорционирование является промышленным методом получения хлоратов:
{\displaystyle {\ce {3ClO^- -> ClO3^- + 2Cl^-}}}.
Гипохлориты являются сильными окислителями, при этом окисляющая способность в растворе сильно зависит от pH среды. Так, иодид-ион при pH ≤ 4 окисляется до свободного йода {\displaystyle {\ce {I2}}}, при pH 5—7 — до иодата {\displaystyle {\ce {IO3^-}}}, при pH ≥ 4 — до периодата {\displaystyle {\ce {IO4^-}}}. Ионы переходных металлов в низших степенях окисления зачастую окисляются до высших степеней (например, соли хрома окисляются до хроматов, марганца — до перманганатов).
Гипохлориты в щёлочном растворе реагируют с пероксидом водорода с образованием хлорида и кислорода, особенностью этой реакции является то, что кислород высвобождается не в основном, триплетном, состоянии, а в возбуждённом синглетном, что обусловливает его высокую активность и фосфоресценцию в ближнем ИК-диапазоне (~ 1270 нм):
{\displaystyle {\ce {ClO^- + H2O2 -> Cl^- + H2O + ^1O_2}}}.
Гипохлориты взаимодействуют с аминами, образуя N-хлорамины:
{\displaystyle {\ce {R2NH + OCl^- -> R2NCl + OH^-}}}.
Аналогично идет и реакция с аммиаком; взаимодействие избытка аммиака с гипохлоритом натрия под давлением (2,5—3,0 МПа, 160°С) используют в промышленном производстве гидразина (процесс Рашига), этот же метод при атмосферном давлении применяется и для лабораторного синтеза:
{\displaystyle {\ce {NH3 + NaOCl -> NH2Cl + NaOH}}},
{\displaystyle {\ce {NH2Cl + NH3 + NaOH -> N2H4 + NaCl + H2O}}}.

## Применение в органическом синтезе
- Термическая или фотохимическая изомеризация алкилгипохлоритов является методом синтеза к δ-хлорспиртов (δ-хлоргидринов)
- Реакция Гофмана: взаимодействие амидов карбоновых кислот с гипохлоритами ведёт к внутримолекулярной группировке в соответствующие изоцианаты которые в дальнейшем, в зависимости от условий проведения реакции, могут гидролизоваться до первичных аминов или, в присутствии спиртов, образовывать уретаны:

{\displaystyle {\ce {RCONH2 + NaClO -> [RCONHCl + NaOH] -> RCNO + NaCl + H2O}}}.
Реакция гипохлоритов с мочевиной является одним из промышленных методов синтеза гидразина:
{\displaystyle {\ce {(NH2)2CO + NaOCl + 2NaOH -> N2H4 + H2O + NaCl + Na2CO3}}}.
- Реакция оснований Шиффа с алкилгипохлоритами ведёт к образованию неустойчивых N-хлорпроизводных, перегруппировывающихся в α-аминокетоны
- Взаимодействие амидинов с гипогалогенитами используется как метод синтеза диазиринов[3], использующихся в органическом синтезе в качестве предшественников карбенов[4]:

- Окисление ароматических о-нитроаминов до конденсированных фуроксанов.

## Применение в промышленности
Исторически первым гипохлоритом, нашедшим промышленное применение, был гипохлорит калия, который в составе т. н. «жавелевой воды» (фр. Eau de Javelle — раствор гипохлорита и хлорида калия, получавшийся пропусканием хлора через раствор поташа), применялся для отбелки целлюлозных тканей с конца XVIII века.
Гипохлориты натрия и кальция являются крупнотоннажными продуктами, их получают, пропуская хлор через раствор или суспензию соответствующего гидроксида с дальнейшей кристаллизацией кристаллогидрата гипохлорита. Значительная часть произведённых таким методом гипохлоритов применяется без выделения, то есть в смеси с соответствующим хлоридом, например, смесь гипохлорита и хлорида кальция — хлорная известь.
Благодаря низкой стоимости и тому, что гипохлориты являются сильными окислителями, их применяют как отбеливающее средство в текстильной, бумажной, целлюлозной промышленности, для дезинфекции питьевых и сточных вод и др., а также как дегазаторы серосодержащих и фосфорорганических отравляющих веществ.

## Биологическое значение
Гипохлорит-анион образуется при окислении хлорид-аниона, катализируемого миелопероксидазой нейтрофильных гранулоцитов и в качестве одного из биоцидных факторов (т. н. активных форм кислорода) участвует в защите организма от бактериальных и грибковых инфекций. Так, в частности, кроме прямого цитотоксического действия, взаимодействие гипохлорита с перекисью водорода приводит к выделению кислорода в высокотоксичном синглетном состоянии:
{\displaystyle {\ce {ClO^- + H2O2 -> Cl^- + H2O + ^1O2}}}.